# Liste der Franziskanerklöster in Deutschland
Die Liste enthält ehemalige und bestehende Klöster des Franziskanerordens (ordo fratrum minorum „Orden der Minderbrüder“) auf dem Gebiet der heutigen Bundesrepublik Deutschland. Bis zur Teilung des Ordens 1517 sind alle Klöster aufgenommen, ab 1517 nur die Klöster der Franziskaner-Observanten (OFM). Die Klöster der Konventualen (OFMConv) – heute durchgehend als „Minoriten“ bezeichnet – finden sich unter Liste von römisch-katholischen Klöstern#Minoriten (Franziskaner-Konventualen, OFMConv), die Klöster der 1528 gegründeten Kapuziner unter Liste von römisch-katholischen Klöstern#Kapuziner und Kapuzinerinnen (OFMCap). Alle Franziskaner werden vor 1517 gelegentlich  als „Minoriten“ oder „Minderbrüder“ bezeichnet.

## A
- Franziskanerkloster Aachen (1234–1802, 1860–1967)
- St. Servatius-Kloster Aachen (1315–1802)
- Hl. Antonius Adenau, „Ölberg“ (1642–1802)
- Hl. Kreuz am Kalvarienberg Ahrweiler (1629–1802), heute Ursulinen (seit 1838, bis 2017)
- Aidlingen (vor 1481–1538) (Franziskaner-Tertiaren)
- Altenburg/Th., St. Katharina (1228/38 – 9. Februar 1529), Brüderkirche
- Kloster Altötting (1654–1802), danach bis heute Kapuziner
- Franziskanerkloster Amberg (1452–1555, 1682–1802), von 1555 bis 1628 evang.
- Franziskanerkloster Maria-Hilf-Berg, Amberg (1696–1802, 1832, bestehend), seit 2007 polnische Franziskaner
- Andernach, Hl. Nikolaus (1240–1615)
- Hl. Nikolaus Andernach (1615–1802), heute evangelische Christuskirche
- Franziskanerkloster Angermünde (um 1250 – 1556)
- Franziskanerkloster Annaberg, Annaberg-Buchholz (1502–1539, aufgegeben, abgebrochen)
- Antonigartzem (1474 – um 1500), danach Sepulchrinerinnen bis 1507
- Arnstadt, Barfüßerkloster, (1246/50–1538)
- Franziskanerkloster Aschendorf (1679–1812), 1839 abgerissen
- Aschersleben (um 1250 – 1525): Heilig Kreuz (Aschersleben), Grauer Hof (Aschersleben)
- Franziskanerkloster Attendorn, „Mater dolorosa“ (1636–1803/22), 1803 Bürgerschule
- Franziskanerkloster Augsburg (1221–1522, 1614–1807) Barfüßerkirche (Augsburg)

## B
- Bacharach (1627–1637)
- Hl. Kreuz Badorf (1740–1802, Einsiedelei)
- Franziskanerkloster Bamberg (1223–1806), 1311 Gebäude der Templer übernommen
- Barby (1264–1540)
- Kloster Bardel (seit 1922 bestehend), nordbrasilianische Provinz des Hl. Antonius
- Bautzen: Mönchskirche (Bautzen) (1240–1525), seit 1598 Ruine
- Kloster St. Jobst bei Bayreuth (1506–1529)
- Kloster Beilngries, St. Trinitatis (1723 – ?)
- Beisheim (1459–1467), fiel an Franziskanerkloster Leonberg
- Kloster Bensheim (seit 1985), Oberschlesische Franziskanerprovinz, vorher (1628–1802 und 1919–1939 sowie 1947–1982) Kapuziner
- Kloster Berching (1738–1969), vorher ab 1722 Kapuziner
- Franziskanerkloster Berchtesgaden (1695–bestehend), seit 1987 Oberschlesische Franziskanerprovinz
- Kloster Bethlehem (Bergheim) (1635–1802), 1899–1967 „Barmherzige Schwestern von der Hl. Elisabeth“
- Graues Kloster (Berlin) (ca. 1249–1540, im Zuge der Reformation aufgelöst) Franziskaner-Klosterkirche (Berlin)
- Franziskanerkloster Berlin-Pankow (Wollankstraße 19, seit 1921, unterhält eine Suppenküche)
- Franziskanerkloster Berlin-Tempelhof (1986 aufgelöst, nach Wilmersdorf)
- Franziskanerkloster Berlin-Wilmersdorf (Ludwigkirchplatz 10, 1986–2020, Pfarrseelsorge an der Ludwigskirche)
- Bernstein/Sulz am Neckar (vor 1499 – 1806)
- Betenbrunn (1373 – nach 1388), Umzug nach Überlingen
- Kloster Jungfrau Maria Beurig (1609–1802), kath. Wallfahrtskirche
- Jostbergkloster Bielefeld (1498–1507), ins Stadtkloster St. Jodokus (Bielefeld) umgezogen
- Franziskanerkloster Bielefeld (1507–1829, Kirche und Klostergebäude heute von der kath. Pfarrgemeinde St. Jodokus genutzt)
- Kloster Bischofsheim (Rhön) (1646–1692, abgebrochen)
- Hl. Sebastian Blieskastel (1775–1802), heute Schlosskirche (Blieskastel) und Gymnasium
- Kloster Blieskastel (2005, bestehend), vorher Kapuziner seit 1924
- Kloster Kreuzberg bei Bischofsheim a.d.Rhön (seit 1684)
- Bochum: „Kloster am Steinring“ (1931–1998), Christ-König-Kirche (Bochum)
- Bönnigheim: „Frauenbergkloster“(1477–1540/2)
- Bonn: St. Remigius (Bonn) (1274–1543)
- Bonn: (1547–1802, Neugründung nach der Reformation)
- Kloster Unbefleckte Empfängnis Bonn (1624–1802)
- Kloster Kreuzberg (Bonn) (1889–1968, heute Zentrum für internationale Bildung und Kulturaustausch) Kreuzbergkirche
- Franziskanerkloster St. Franziskus, Bonn-Bad Godesberg (seit 1969, Sitz der Missionszentrale der Franziskaner)
- Kloster Bornhofen (ca. 1680–1813 Kapuziner, seit 1890 Franziskaner)
- Franziskanerkloster Boppard
- Franziskanerkloster Brandenburg, Brandenburg an der Havel (ca. 1237 – 1570) 1428 1. Observantenkloster der sächs. Ordensprovinz, Kloster nach 1865 abgebrochen, Kirche 1945 stark beschädigt, ab 2013 saniert und zum Veranstaltungsort umgebaut
- Franziskanerkloster Braunschweig (1223/32–1528)
- Breisach am Rhein (vor 1302–1793)
- Baumgärtle in Breitenbrunn (1735–1805)
- Bremen St.-Johannis-Kloster (Bremen) (1225–1528), jetzt kath. Propsteikirche
- Brilon-Almerfeld (1980–1998)
- Kloster Hl. Maria Brühl (Rheinland) (1491–1802), heute Rathaus, Klosterkirche St. Maria von den Engeln heute kath. Pfarrkirche
- Burg bei Magdeburg (vor 1303 – 1536/38)

## C
- Celle (1452 – 7. Januar 1527)
- Franziskanerkloster Cham (1631–1802), ab 1856 Arme Schulschwestern
- Chemnitz (14. April 1485 – 1540)
- Franziskanerkloster Coburg (1250–1525)
- Coesfeld (1782–1803); Residenz und Trägerschaft des Gymnasiums Nepomucenum Coesfeld
- Franziskanerkloster Cottbus (um 1290 – 1537), Klosterkirche (Cottbus) „Wendenkirche“, evang.

## D
- Dermbach/Rhön (1716 – 12. April 1818) Schloss Dermbach
- Dettelbach (1616–2017)
- Dettingen (vor 1395 – 1524)
- Dieburg (1284–1569)
- Kloster Dietfurt (1660–1802, seit 20. Juni 1827 bestehend), mit Meditationshaus St. Franziskus
- Franziskanerkloster Kerbscher Berg Dingelstädt (1864–1875 (Kulturkampf), 1887–1994)
- Franziskanerkloster Dingolfing (1642–1802, 1853–1972), seit 2002 Minoriten (nach 1972 Klarissen)
- Dormagen-Zons (1646–1802)
- Franziskanerkloster Dorsten, St. Anna (seit 1488 bestehend, mit Unterbrechungen)
- Dortmund (1277/78–1805)
- Kloster St. Franziskus und Antonius Dortmund (seit 1895), St. Franziskus (Dortmund)
- Dresden: Franziskanerkloster Dresden, „Sophienkirche“ (um 1250–1539)
- Dresden-Klotzsche (1947–1975, vorher seit 1920? Klarissen; „Villa Odin“, später Heilig-Kreuz-Kapelle, heute Darwinstr. 19).[1]
- Duisburg: Liebfrauenkirche (vor 1265–1580 und 1615–1832), inzwischen Franziskaner-Tertiarinnen und Zisterzienserinnen 1582–1615
- Duisburg-Beeck: Franziskaner-Minoriten (poln.), bestehend
- Kloster „In Bethanien“, Düren (1459–1802, heute Marienkirche)
- Franziskanerkloster Düsseldorf (1650–1804, heute Pfarrkirche St. Maximilian)
- Franziskanerkloster Düsseldorf (1853–2014, 1929–2010 Provinzialat der Kölnischen Franziskanerprovinz)
- Düsseldorf, fraternitäre Gemeinschaft an der Marienkirche (seit 2014)

## E
- Kloster Eggenfelden (1648–1802, 1832–2013)
- Ehingen (1630–1822)
- Kloster Heiligste Dreifaltigkeit Ehrenstein (1893–1953, vorher und nachher Kreuzherren (1488–1812, 1953–1998), seit 1999 Montfortaner)
- Eisenach in der Stadt (1225–1544), Franziskanerkloster St. Paul (Eisenach), erste Franziskanerkirche auf deutschem Boden
- Eisenach unter der Wartburg, Franziskanerkloster St. Elisabeth (Eisenach) („Elisabethenzell“) (1331–1544),
- Franziskanerkloster Ellingen (1736–1818)
- Emden/Großfaldern: Kloster Faldern (vor 1369–1561)
- Emmerich „auf dem Briemer“ (1462–1572)
- Emmerich-Elten/Niederelten (1679–1811)
- Kloster Engelberg über dem Main (1828–1924), vorher ab 1630 Kapuziner, jetzt Oblaten des hl. Joseph
- Kloster Enkirch (1685–1802)
- Franziskanerkloster Erfurt (11. November 1224 – 1525), seit 1525 evangelisch
- Erkelenz (1645–1802)
- Kloster Röhe Hl. Antonius in Eschweiler (1785–1802)
- Gemeinschaft der Franziskaner Heilig Kreuz in Essen (1903 – bestehend, Pfarrseelsorge an der Heilig-Kreuz-Kirche)
- Kloster St. Franziskus Essen (1967 – 1980er-Jahre, Gesprächs- und Beichtseelsorge)
- Esslingen: „Barfüßerkloster“ (1237–1531), Sehenswürdigkeiten der Stadt Esslingen am Neckar
- Ettlingen (1735–1808)
- Franziskanerkloster vom Hl. Paschalis Baylon, Euskirchen (1916–2010)
- Eutingen (vor 1344–1640)

## F
- Flensburg Franziskanerkloster Flensburg (1232–1528)
- Kloster Forchheim (1649–1830), 1919–2013 Redemptoristen
- Frankfurt am Main: Barfüßerkloster (Frankfurt am Main) (1238 – 9. Juni 1529)
- Frankfurt/Main (1991, bestehend), kroatische Franziskanerprovinz
- Franziskanerkloster Frankfurt (Oder) (vor 1253 (?), 1269? vor 1303 – 9. November 1539), Kirche heute  Konzerthalle
- Freiberg/Sachsen (1235–1537)
- Freiburg (1229/46–1832), St. Martin (Freiburg-Altstadt)
- Freiburg (um 1470–1538), Franziskaner-Tertiaren „Willige Arme Brüder“ (seit 1315 Begharden)
- Freiburg (? – bestehend), kroat. Franziskaner, TOR
- Freiburg (? – bestehend), Günterstalstr.
- Franziskanerkloster Freising (1610–1803), heute Arme Schulschwestern
- Kloster Fremersberg (1411/26 – 1826), vor 1425 Waldbrüder, heute Weingut
- Freystadt Kloster Freystadt (1681/1710 – bestehend)
- Friedberg (? – 1543)
- Friesenhagen (1637 – ? )
- Franziskanerkloster Fritzlar (1236–1553), heute ev. Stadtkirche
- Fritzlar (1619–1811)
- Franziskanerkloster St. Stephan, Füssen (1628–1803,)
- Füssen (1836 – bestehend)
- Fulda (1237 – Reformation)
- Franziskanerkloster auf dem Frauenberg, Fulda (1623–1875, 1887–1940, seit 1946 wieder bestehend, 817 – ~1058 Kollegiatstift, ~1058 – 1525/1616 Benediktiner)

## G
- Gandersheim (1501–1. Februar 1569)
- Franziskanerkloster Garmisch-Partenkirchen St. Anton (Garmisch-Partenkirchen) (1934 – bestehend)
- Gelnhausen (1248 – 1542/1649), Franziskaner übernahmen Templeranlage?
- Wallfahrtskloster Marienthal (Geisenheim) (seit 1873, vorher: 1464 – ca. 1550 Brüder vom gemeinsamen Leben, 1568 bis ca. Augustiner-Chorherren, 1612–1773 Jesuiten[2])
- Gelsenkirchen-Ückendorf (1993 – bestehend) OFM, poln. Franziskaner-Minoriten
- Gemen St. Marien (Borken-Gemen) (1719–1812)
- Kloster St. Jakobus Germersheim (1699–1802, heute Studentengemeinde)
- Geseke Franziskanerkloster Geseke (10. Dezember 1637 – 1834),1841 Umbau zur Heilanstalt
- Kloster Görlitz (1234–1563), heute Dreifaltigkeitskirche und Gymnasium
- Görlitz-Weinhübel (28. Mai 1950 – bestehend), seit 1989 Oberschlesische Franziskanerprovinz
- Gößweinstein Kloster Gößweinstein (1825 – bestehend), seit 2006 Breslauer Franziskanerprovinz
- Göttingen, „Barfüßerkloster“ (1268–1533) Meister des Göttinger Barfüßeraltars
- Gorheim (Sigmaringen), Kloster Gorheim (1892–2000)
- Goslar Franziskanerkloster Goslar (1223–1530), Abbruch 1823
- Goslar (1422–1500) St.-Peters-Stift (Goslar) vorher seit 1045 Kanoniker
- Gotha (1225–1246), 1246 nach Arnstadt verlegt
- Grafrath (1936 – bestehend), seit 1988 Oberschlesische Franziskanerprovinz
- Franziskanerkloster Gransee (ca. 1270 – 1541/61)
- Grauhof bei Goslar (1945–1975), vertriebene Franziskaner aus Schlesien
- Graues Kloster Greifswald (1262 – 26. April 1556), heute Pommersches Landesmuseum Greifswald
- Grevenbroich-Welchenberg (vor 1433 – 1802)
- Grevesmühlen (1326 – Reformation)
- Franziskanerkloster Kreuzburg, Großkrotzenburg (1967 – bestehend, mit Franziskanergymnasium Kreuzburg)
- „Barfüßerkloster“ Grünberg (Hessen) (1250–1528)
- Franziskanerkloster Güstrow (1509–1552)

## H
- Franziskanerkloster Hachenburg (1663–1813)
- Franziskanerkloster Hadamar (1632–1816 und 1917–1967)
- Hagen (1917–1988)[3]
- Hagis (1859–1923) Klüschen Hagis
- Franziskanerkloster Halberstadt, (1223–1814, 1920–2020)
- Franziskanerkloster Halle (1245–1542; 1923, bestehend)
- Marien-Magdalenen-Kloster Hamburg (vor 1235–1529)
- Hamburg-Barmbek (1993 – bestehend) seit 2009 poln. Brüder Franziskaner-Minoriten
- Hamburg, Italienische Mission (seit 2009 – bestehend) Franziskaner-Minoriten
- Hamburg, Franziskanerkonvent (1958 – bestehend) heute mit Studierendem-Wohnheim Franziskus-Kolleg
- Franziskanerkloster Hamm (1455–1824)
- Kloster Altstadt in Hammelburg, Bayern (1649–2014)
- Minoritenkloster Hannover (1292–1533), heute Leineschloss
- Kloster St. Antonius Hannover (1928–2010)
- Franziskanerkloster Hardenberg-Neviges (1675–2019)
- Hausach (1475–1493 und 1629–1806)
- Franziskanerkloster St. Luzen Hechingen (1586–1808), Konvent bis 1819, heute kirchliches Bildungshaus
- Kloster Hedingen (1624–1816)
- Kloster Erzengel Michael Heidelberg (1248–1556, 1622–1809)
- Franziskanerkloster Heilbronn („Barfüßerkloster“)  (1272–1544)
- Heiligenberg (Gutenberg, vor 1456–1540) Franziskaner-Tertiaren
- Kloster Heiligenblut Spalt (1703–1808), heute Wallfahrtskapelle
- Heiligenbronn (1385–1532), heute Franziskanerinnen
- Heinsberg (1625–1802)
- Heinsberg-Randerath (auf dem Kreuzberg, 1647–1802)
- Heitersheim (1619–1807)
- Helenenberg/Welschbillig (1998–1925)
- Helenenberg/Sinzig „Auf der Lehde“ (30. Mai 1648 – 1802)
- Hemmingstedt/Lunden (1517–1536)
- Herford (ca. 1286 – 1530/2)
- Heilig Geist Kloster Hermeskeil (1923 bis 2016, seit 2017 interfranziskanische Kommunität St. Clara, Franziskanerinnen)
- Hersfeld „Barfüßerkloster“ (1269–1525), „Neue Stiftsschule“, „Alte Klosterschule“
- Herstelle (1657–1824), seit 1899 Benediktinerinnen Abtei Herstelle
- Herzberg/Elster (1214??–1522/9) 1868 abgebrannt
- Franziskanerkloster Hildesheim („Martinskloster“, 1223/1240–1542, 1633–1649;  Antoniusheim, 1953–1987, ab 1988 an der Kreuzkirche)
- Höslwang (2006, bestehend) poln. Franz. Minoriten
- Höxter (1261–1573), 1674–1804 Minoriten Marienkirche (Höxter)
- Kloster Hof „Barfüßerkloster“ (ca. 1292 – 1529)
- Hofgeismar (1230–1523)
- Franziskanisches Zentrum für Stille und Begegnung, Exerzitienhaus in Hofheim am Taunus (1926–1939, seit 1955, bestehend)
- Kloster Hl. Ludwig Homburg (1684–1802, 1860–1938, Synagoge)
- Horb am Neckar (1639–1787)
- Hovestadt Franziskaner-Residenz (1767–1838)
- Franziskanerkloster Hülfensberg (1860 – bestehend)
- Graukloster Husum (1494–1527, heute Schloss)

## I
- Iburg (? – ?) Minoriten
- Ingolstadt (1257–1621) Franziskanerkirche Ingolstadt
- Ingolstadt (1621–1802) Kloster Ingolstadt
- Kloster ob der Schutter (Ingolstadt) (1827–1945, 1945–2005), heute Kapuziner
- „Mönchenkloster“ Jüterbog (1476–1564)

## K
- Kaiserslautern: Kloster St. Martin  (1290–1538, 1634–1652, 1688–1803)
- Kaiserslautern: „Maria Schutz“ (1926, bestehend, OFM Conv.)
- Kalvarienberg Bad Neuenahr Kloster Kalvarienberg (1630–1803)
- Kamenz: Klosterkirche St. Annen (Kamenz) (1492–1565)
- Kassel: „Brüderkirche“ (? – ?)
- Klause Kastel, in Kastel-Staadt[4]
- Kloster Kelheim (1461–1802)
- Kelheim: Kloster Trauntal Kelheim (1450–1802), Tertiaren der Franziskaner-Reformaten, seit 1880 Gastwirtschaft Klösterl
- Kelkheim/Taunus Franziskanerkloster Kelkheim (1909 – nach 1984)
- Kloster Kemnath (1658–1802)
- Franziskanerkloster Kempen (1624–1802, heute Museum)
- Kloster Heiligkreuz, Kempten (1715–1805), 1807–1829 Augustiner
- Kenzingen (1630–1806/31) Konvent bis 1831
- Kieler Kloster (1242–1530)
- Franziskanerkloster Kiel (1930–1993)
- Kloster Kirn (1681–1705)
- Kleve (1285–1802), Minoritenkirche
- Klosterlechfeld (1624–1993), Wallfahrtskirche
- Kniebis Kloster Kniebis (vor 1277 – 1341), danach Benediktinerpriorat (1341–1595)
- Kloster hl. Sebastian Koblenz (1233–1802, heute Bürgerhospital)
- Köln (1222–1804) Minoritenkloster Köln (ab 1517 Konventualen/Minoriten), erneut 1929 – bestehend (Tunisstr.)
- Köln, Ad Olivas (Observanten/Rekollekten, Conventus FF. Minorum Regul. Observantiae ad Olivas) St. Agnes (1589–1802)
- Franziskanerkloster Ulrichgasse, Köln (1890–1944, 1953–1978, dann bis 2001 Diakoneninstitut)
- Gemeinschaft der Franziskaner Köln-Vingst (1974–1983 (Würzburger Straße), 1993–2019 (Burgstraße))
- Konstanz „Barfüßerkloster“ (1240–1808), heute Bürgersaal und Stephansschule
- Franziskanerkloster Korbach (1487–1566), Observanten
- Kornbühl/Burladingen (1706–1808)
- Krefeld-Uerdingen (1650–1802)
- Kreuzberg Kloster Kreuzberg Bischofsheim/Rhön (1681 – bestehend)
- Franziskanerkloster St. Wolfgang in Kreuznach (1484–1802, heute städtisches Gymnasium)
- Kloster Kronach (1649–1829), heute Oblaten
- Kupferzell (um 1728 – 1799)
- Franziskanerkloster Kyritz (um 1250 – 1552) 1781 auf Abbruch versteigert

## L
- Landau an der Isar „Maria auf dem Felsen“ (1708–1802)
- Landau in der Pfalz Hl. Kreuz (?, bestehend)
- Kloster Maria Loreto (Landshut) (1835–2002, seitdem rumänisch-orthodoxe Gemeinde, bis 1802 Kapuzinerinnen)
- Kloster Sankt Peter und Paul (Landshut) (1280–1802)
- Langensalza, „Barfüßerkloster“ (1453–1541)
- Kloster Lechfeld (1624–1993)
- Kloster St. Josef Lechenich (1648–1802)
- Franziskanerkloster Leipzig (um 1250 – 1541/3)
- Lemgo „Brüderkloster“ (1446–1560)
- Lennep (ca. 1400 – 1563), 1641–1803 Minoriten
- Franziskanerkloster Lenzfried St.Magnus (Lenzfried) (Kempten (Allgäu), 1461–1548, 1643–1805)
- Leonberg (1467–1540), Franziskaner-Observanten
- „Franziskanerhaus“ an der Annakapelle, Leverkusen-Lützenkirchen (1695–1712)
- Franziskanerkloster Limburg, „Barfüßerkloster“ (1232–1813 Observanten), Klosterkirche St. Sebastian (heute „Stadtkirche“) ist Filialkirche der Domgemeinde St. Georg
- Franziskanerkloster Lindau (1224–1528), Stadttheater in der ehem. Klosterkirche seit 1951
- Löbau (Sachsen) (1336–1563)
- Katharinenkloster Lübeck (1225–1531)
- Franziskanerkloster Lügde (1735–1812), 1859 Ordensschwestern
- Lüneburg „Barfüßerkloster“, (1235–1555)
- Lützenkirchen Annakapelle (Lützenkirchen) (1695–1712/15)
- Ludwigshafen-Oggersheim (1844–1993, 1993, bestehend) poln. Minoriten Wallfahrtskirche Mariä Himmelfahrt (Ludwigshafen)
- Lunden (1516–1532)

## M
- Franziskanerkloster Magdeburg (1223 – 15. Februar 1542)
- Maihingen (1607–1802), Minoriten, vorher von Birgitten gegründet 1459. Heute Gemeinschaft „Lumen Christi“
- Mainz (1224–1612)
- Kloster St. Franziskus Mainz (1612–1802, 1832 abgerissen)
- Pfarrkloster St. Bonifatius, Mannheim (seit 1925, Klosterbau 1928, Seelsorge an St. Bonifatius (Mannheim-Neckarstadt))
- Franziskanerkloster Marburg „Barfüßerkloster“ (am Barfüßertor, 1234–1528)
- Mariabuchen (2002 – bestehend) Minoriten, seit 2009 poln. Brüder
- Kloster Maria Eck (1891, bestehend) Minoriten
- Kloster Marienthal (Westerwald) bei Hilgenroth (1664–1813, 1892–1974), 1853–1872 Lazaristen und Orden vom Heiligen Geist
- Marienthal/Rheingau Marienthal (Geisenheim) (1873, bestehend) Wallfahrt seit 1309
- Kloster Marienweiher (1646–1802), geschlossen, faktisch aber weiterbestehend, am 18. Juli 1828 formal wiedererrichtet, seit 1984 Polnische Franziskaner
- Marl (? – ?)
- Franziskanerkloster Meiningen (1239–1543)
- Kloster hl. Antonius Meisenheim bei Zweibrücken (1683–1802, heute Pfarrkirche)
- Meißen, Peter und Paul, „Barfüßerkloster“ (1250–1539), heute Stadtmuseum
- Kloster Meitersdorf (1494–1529), Franziskaner-Tertiaren
- Mellenbach/Th. (1383–1514/1530)
- Meppen (Emsland) (1776–1812), Residenz, Leitung des Gymnasiums[5]
- Merl/Zell (1294–1804)
- Mettingen (? – bestehend) brasilianische Brüder
- Kloster Miltenberg (1630–1804, 1836–1983)
- Minden (Terminei von Herford um 1332, Kapellenbau 1379; Klosterbau ab 1504/1505?; 1628–1634 Kloster an St. Johannis)
- Kloster von den Vierzehn Nothelfern Mönchengladbach (seit 1889, Sitz der Johannes-Duns-Skotus-Akademie, des Provinzarchivs und der Provinzbibliothek)
- Kloster Möningerberg (1452–1556)
- Kloster Mörmter (1922 – heute, bis 1977 Kölnische, dann südbrasilianische Provinz von der Unbefleckten Empfängnis)
- Moers-Repelen (1969–1990)
- Mosbach Franziskanerkloster Mosbach (1686–1808)
- Mühldorf am Inn (13. August 1891 – 1978) vorher Kapuziner seit 1643
- Mühlen (Landkreis Vechta), St. Bonaventura (seit 1909)
- Mühlhausen/Th. „Barfüßerkloster“ (1225–1542), Kornmarktkirche heute Museum
- München, St. Jakob Am Anger (1221–1284), dann Klarissen bis 1804
- München, St. Antonius (1284–1802), auf Klostergrund heute Nationaltheater und Residenztheater
- München, St. Anna im Lehel (seit 1827, vorher Hieronymiten (1725–1807), seit 2010 Sitz des Provinzialates der Deutschen Franziskanerprovinz von der heiligen Elisabeth)
- München, Berg am Laim „Josephsburg“ ( ? – 1802)
- Franziskanerklöster in Münster (Westfalen) (1247–1517, dann Minoriten, 1614–1811/12, 1860–2004, aufgelöst und 2007 abgerissen)
- Muldenstein/Steinlausigk (1476–1531), 1545 Umzug nach Halle

## N
- Franziskanerkloster Neubrandenburg (1248–1552, Neugründung 1998–2004, dann Umsiedlung nach Waren (Müritz))
- Neuburg an der Donau Franziskanerkloster Neuburg an der Donau (1656–1803)
- Kloster Neukirchen beim Heiligen Blut (1656–1802 und 1855 – bestehend)
- Neuenburg am Rhein (vor 1292–1527, 1612–1675 Kapuziner)
- Franziskanerkloster Neuenburg an der Weichsel (heute polnisch (Nowe), 1282 oder 1284 – ?, 1518 – bestehend)
- Kloster Neunburg vorm Wald (1722–1802)
- Neuötting (1715–1802), 1802 Priesterkolleg, 1803–1844 Stadtbesitz, 1845 Kapuzinerkloster
- Neuss „Barfüßerkloster“ (1234–1615), danach Jesuiten
- Neuss „Zeughaus“ (1624–1802)
- Neuss (1427–1802), Franziskaner-Tertiaren
- Kloster Unbefleckte Jungfrau Neuss (1644–1802, heute Festsaal der Stadt)
- Kloster hl. Antonius von Padua Neuss (1953–1982)
- Franziskanerkloster Riedfeld, Neustadt an der Aisch (1462–1525)
- Neustadt-Waldnaab (1926, bestehend) poln. Brüder seit 2009
- Neviges (1675 – Ende 2019)
- Franziskanerkloster Niederstetten (1749–1810)
- Franziskanerkloster Nördlingen „Klösterle“ (1243–1536)
- Nordhausen (1225/8 – Ref./1525)
- Franziskanerkloster Nürnberg (1224–1562)
- Nürnberg Franz.-Observanten (1446–1562)
- Nürnberg St. Franziskus (? – bestehend) seit 2009 poln. Brüder
- Nürnberg St. Ludwig ( ? – 2006)
- Nürtingen (? – um 1538)
- Nuttlar (1893 – 1898, dann Verlegung nach Attendorn)

## O
- Obergartzem (1474 – ? )
- Oberwesel (1242 – Ref. und 1621–1802)
- Franziskanerkloster Oeffingen (1769/72 – 1805)
- Offenburg „Unserer Lieben Frau“ (1280–1814), 1823 Augustiner Chorfrauen von Ottersweier
- Kloster Ohrbeck (1918 – bestehend)
- Oldenburg/Oldenburg (? – ?)
- Oppenheim (1315/17 (1250?) – 1469), (1469–1568 (1561?) und 1686–1802); Klosterkirche: St. Bartholomäus (Oppenheim)
- Oschatz (1224/28 – 1539) Klosterkirche (Oschatz)
- Franziskanerkloster Osnabrück (1233/63–1542, 1628–1648, 1778–1843 (Gymnasium Carolinum (Osnabrück)), 1977– 9. Juni 2004)
- Osterode (1510–1558)
- Franziskanerkloster Ottbergen (Schellerten) (1868–2012), vorher (1853–1868) Kapuziner, seit 2012 Minoriten der Warschauer Provinz

## P
- Franziskanerkloster Paderborn (1232 – Reformation, 1658–1873, seit 1875 bestehend)
- Palling/Traunstein (? – bestehend) bosnische Franziskaner
- Franziskanerkloster Parchim (1246–1552)
- Franziskanerkloster Passau (1564–1803), Bauwerk erhalten
- Pfaffenhofen an der Ilm (1703–1802) Heilig Geist (Pfaffenhofen an der Ilm)
- Pfarrkirchen/Gartlberg (1725–1802), Wallfahrtskirche Gartlberg seit 1921 Salvatorianer
- Pforzheim (um 1270 – 1443) Minoriten, (1443–1550 und 1631–1649)
- Franziskanerkloster Pfreimd (1593–1802, 1870–1995)
- Pfullingen (1237 – 1250?)
- Franziskanerkloster Prenzlau „Graukloster“ (um 1250 – 1543), heute ref. Dreifaltigkeitskirche

## Q
- Quakenbrück (? – ?) 3. Mai 1651 Grundstückskauf St. Marien (Quakenbrück) Klosterkirche der Franziskaner
- Quedlinburg „Barfüßerkloster“ (um 1250 – 1525/39)

## R
- Randerath Franziskanerkloster auf dem Kreuzberg (1633–1802)
- Franziskanerkloster Rastatt (ca. 1717 – 1805, Klosterkirche St. Michael ist heute die Evangelische Stadtkirche, 1930 Neugründung eines Pfarrklosters zur Seelsorge an der Herz-Jesu-Kirche, 1986 Neubau eines Klosters, 2014 aufgehoben)
- Ratingen Minoritenkloster Ratingen (14. Jh. – 1651, 1651–1834 Minoriten)
- Ratingen (1953, bestehend), poln. Brüder seit 2009
- Recklinghausen, Historische Gymnasialkirche und Franziskanerkloster (1642–1834)
- Recklinghausen-Stuckenbusch (1901–1969)
- Regensburg St. Salvator „Barfüßerkloster“ (1221–1799)
- Regensburg Stadtamhof Kloster St. Kassian (1630–1802)
- Reinbek (? – bestehend) im Adolfstift, Minoriten, OFM Conv.
- Apollinarisberg Remagen (1857–2006, 1110–1802 Benediktiner, seit 2006 Gemeinschaft der gekreuzigten und auferstandenen Liebe)
- Reutberg (Hospiz beim Franziskanerinnenkloster, 1651–?1803)
- Reutlingen (1259–1535) Friedrich-List-Gymnasium Reutlingen
- Rheinbach (1686–1707), danach 1714–1802 Serviten
- Rheine (19. November 1635 – 14. November 1811)
- Franziskanerkloster Ribnitz (1324–1553), geistl. Begleitung des Klarissenklosters
- Franziskanerkloster Riedfeld, Neustadt an der Aisch (1462–1525)
- Riedlingen (Studienheim) (1947–1956)
- Rietberg Franziskanerkloster Rietberg (1618–1969)
- Röhe (1785–1802)
- Katharinenkloster (Rostock) (1243–1531)
- Franziskanerkloster Rothenburg ob der Tauber „Barfüßerkloster“ (1281–1548)
- Rottweil (1922–1995), Franziskaner-Klösterle
- Rüthen (1804–1806)

## S
- Franziskanerkloster Saalfeld (Thüringen) St. Andreas (1250–1534), heute Stadtmuseum
- Saarbrücken St. Antonius (1920 – 1965/1999)
- Saarburg (1266–1790)
- Salmünster (2. September 1650 – 31. Dezember 2004), Pfarrkirche St. Peter und Paul (Salmünster)
- Salzwedel (1250–1541) Mönchskirche (Salzwedel) „Barfüßerkloster“, jetzt Rat der Stadt
- Sangerhausen ( ? – ? )
- Sankt Thomas an der Kyll (1910–1942)
- Saulgau (1646–1810), heute St.-Antonius-Kirche
- Kloster Schillingsfürst (1673 – 1803/22, heute Pfarrkirche)
- Schleiden (1642–1797), Barfüßerkloster, 1822 Neueröffnung der Klosterkirche, 1944 zerstört
- Schleißheim/Mittenheim Kloster Mittenheim Schleißheim (1702–1802)
- Graukloster Schleswig St. Paul (1234 – 1528/29) heute Rathaus
- Schleusingen „Barfüßerkloster“ (1502 – 9. April 1545)
- Schmalkalden (1. November 1992 – 30. Juni 2004)
- Kloster Schrobenhausen (1644–1802), abgebrochen, Friedhof
- Franziskanerkloster Schwäbisch Gmünd (vor 1250–1822, dann Lehrerseminar, heute katholisches Gemeinde- und Verwaltungszentrum)
- Schwäbisch Hall (1236–1525)
- Kloster Schwarzenberg, Scheinfeld (1702–1866) seit 1866 Minoriten
- Schweinfurt St. Anton (Schweinfurt) (1945–1996)
- Franziskanerkloster Schwerin (1236–1548)
- Schwetzingen (1767–1802)
- Kloster Seligenthal (Sieg) (1231 – ?), 1654–1803 Minoriten
- Seußlitz (1273–1541), neben dem Klarissenkloster
- Siegen, Franziskanerkloster (1489–1534)
- Sigmaringen, Kloster Gorheim (1892–2000)
- Sinzenich (1439 – vor 1514), danach Franziskaner-Tertiarinnen 1514–1802
- Franziskanerkloster Soest (Minoriten) (1233–1814)
- Kloster Söflingen (1486–1803)
- Spabrücken (1680 – ?1802)
- Spalt, Heiligenblut (1703–1808)
- Barfüßerkloster Speyer (1221–1793)
- Stade St. Johannis (1226–1527)
- Franziskanerkloster Stadtamhof (1650–1802)
- Franziskanerkloster Stadthagen, Franz.-Observanten (1485–1559)
- Franziskanerkloster Stendal „Mönchskloster“ (1230/40 – 1541)
- Stetten (1869–1875)
- Franziskaner-Residenz Stockkämpen (1696–1848)
- Johanniskloster (Stralsund) (1254 – ca. 1525)
- Kloster Strausberg (1251 erwähnt, aber zweifelhaft[6])
- Franziskanerkloster Straubing (1702–1802)

## T
- Franziskanerkloster Tauberbischofsheim (1629–1823)
- Franziskanerkloster Tölz (1330–?, 1624–1802, 1828 – 1. August 2007)
- Torgau (vor 1243 – 1529), Alltagskirche Torgau
- Trier (vor 1238 – 1570), Dreifaltigkeitskirche Jesuitenkirche
- Franziskanerkloster Tübingen,(1272–1535 Observanten) heute Wilhelmsstift

## U
- Überlingen Franziskanerkirche (Überlingen) (vor 1259 – 1808)
- Uelzen (? – bestehend), Minoriten, seit 2009 poln. Brüder
- Uerdingen (1650–1802)
- Franziskanerkloster Ulm (1229–1531)
- Ulm (1922 – bestehend)

## V
- Vechta (1640–1812), Kloster wird Strafanstalt, Kirche wird Simultankirche
- Verden/Aller (? – ?)
- Kloster Vierzehnheiligen, Bad Staffelstein (1839 – bestehend, vorher 1744–1803 Zisterzienserpropstei)
- Villingen (1268–1797), ab 1517 Minoriten, heute Franziskanermuseum
- Vohburg (1726–1802)
- Kloster Volkersberg (1656 – ?), 1859 Arme Schulschwestern, 1921 Missionsdominikanerinnen
- Franziskanerkloster Vossenack (1967 – bestehend, mit Franziskus-Gymnasium)
- Vreden (1641–1811) Gymnasium Georgianum (Vreden)

## W
- Wadersloh (1951–1991)
- Waldsee (1650–1806)
- Walldürn (Aug. 2007 – bestehend) poln. Brüder, Minoriten; vorher Augustiner Wallfahrtsbasilika St. Georg
- Franziskanerkloster Wangen im Allgäu (1929 – bestehend)
- Waren/Müritz (seit 2004)
- Warendorf (1628 – 30. Mai 2008) Gymnasium Laurentianum Warendorf
- Gemeinschaft der Franziskaner in Waren (Müritz) (seit 2004, nach Umzug aus Neubrandenburg)
- Weeze Marienwasser (1461–1802)
- Wallfahrtskloster Weggental bei Rottenburg am Neckar (1919–2016, vorher 1653–1773 Jesuiten)
- Weida (vor 1242 – 1527) Stadtkirche St. Marien (Weida)
- Weilheim (1639–1802)
- Weimar/Th. (1452–1533)
- Weißenfels (1284–1540), zur geistl. Betreuung des Klarissenklosters
- Werdohl (? – bestehend) poln. Brüder OFM conv.
- Kloster Werl (1645–1834 Kapuziner, von 1848 bis 2019 Franziskaner, von 1929 bis 1995 Sitz des Provinzialates der Sächsischen Franziskanerprovinz)
- Wetzlar Franziskanerkirche (Wetzlar) (1248–1555 und 1675–1823) Minoriten
- Franziskanerkloster Wiedenbrück (1644 – bestehend, 1875–1887 wegen Kulturkampf geschlossen)
- Willich-Neersen (1658–1802), Minoriten
- Winsen/Luhe (1477–1528)
- Wipperfürth  Franziskanerkloster Wipperfürth (1638–1804 und 1804–1812)
- Graues Kloster Wismar (1251–1527, heute Große Stadtschule)
- Wittenberg „Graues Kloster“ (11. September 1227 – 1527/35)
- Wittlich (1642–1802)
- Wolfegg St. Katharina (1511–1519), Chorherren 1519–1806
- Worbis (1668–1824) St. Antonius (Worbis)
- Worms, Kloster Mariae Verkündigung (1221–1243, 1246–1527)
- Franziskanerkloster Würzburg (1221–1517, seit 1517 Minoriten)
- Wuppertal (1976 – bestehend), Gemeinschaft von „Arbeiterpriestern“

## Z
- Zeilhofen bei Dorfen (1716–1803)
- Zeitz (1238–1541) „Barfüßerkloster“
- Zerbst, Franziskanerkloster am Weinberg (1246 – 1526/35), heute Gymnasium Francisceum Zerbst
- Ziesar, Kloster Ziesar (1226 – ca. 1250, Verlegung nach Brandenburg)
- Zittau, Franziskanerkloster Zittau (1244–1554)
- Zons (1646–1802)
- Zwickau (1231–1525)
- Zwillbrock (1651 – 1802/11), Barockkirche St. Franziskus